# 189945 Teddykareta
189945 Teddykareta este o planetă minoră (asteroid), cu un diametru de 5,135 km, din centura de asteroizi. A fost descoperită pe 4 octombrie 2003 la Goodricke-Pigott Observatory⁠(d) de Vishnu Reddy⁠(d) și a fost numită după Theodore Kareta⁠(d). 
Obiectul prezintă o orbită caracterizată de o semiaxă mare de 3,2175887426177 UAi, o excentricitate de 0,14505703870708, o înclinație de 18,683183292845 ° în raport cu ecliptica.